# Juan de Lieja

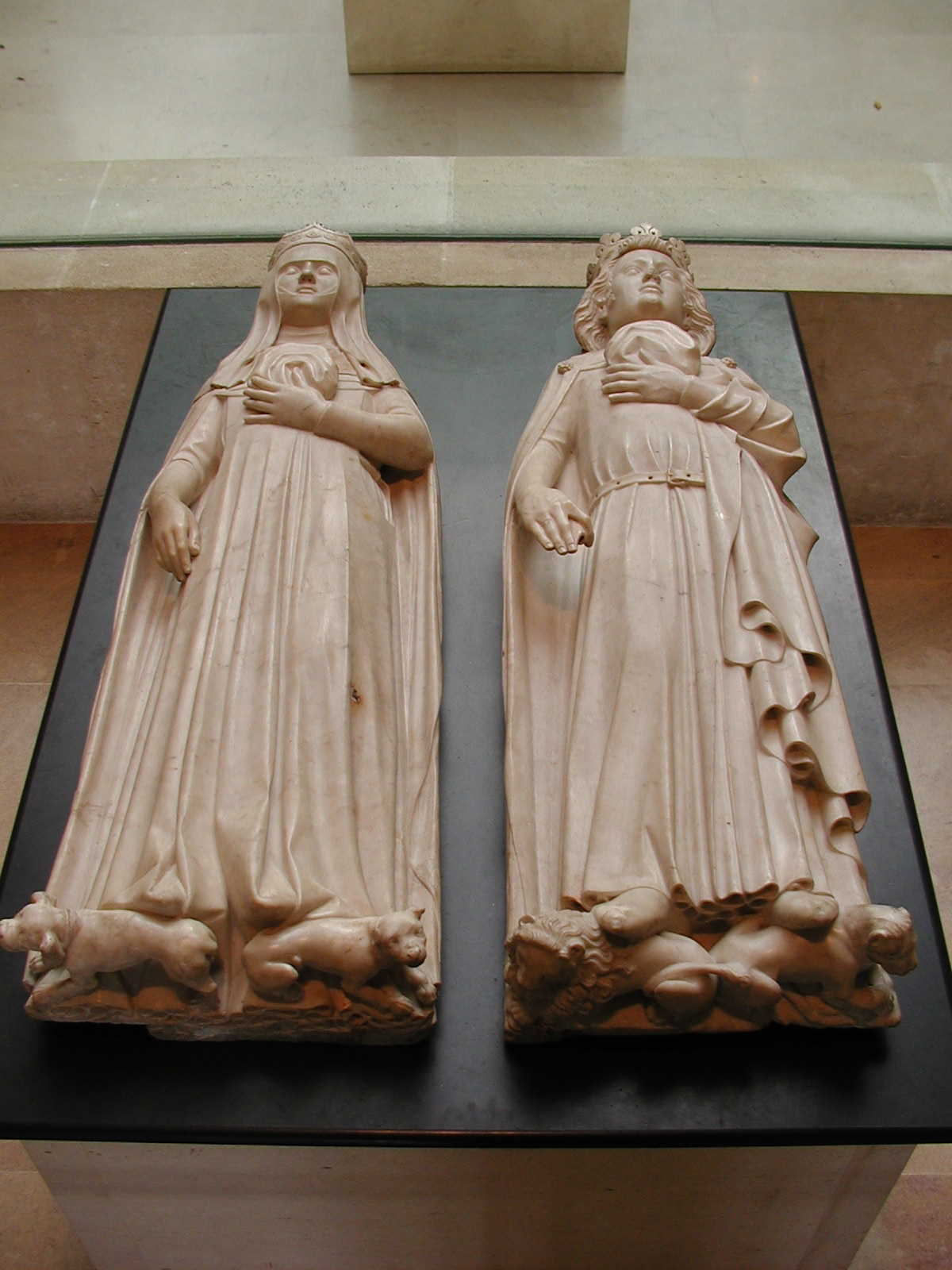
Gisants de Charles IV le Bel y Jeanne d'Évreux, provenientes de la abadía de Maubuisson, Museo del Louvre, París.

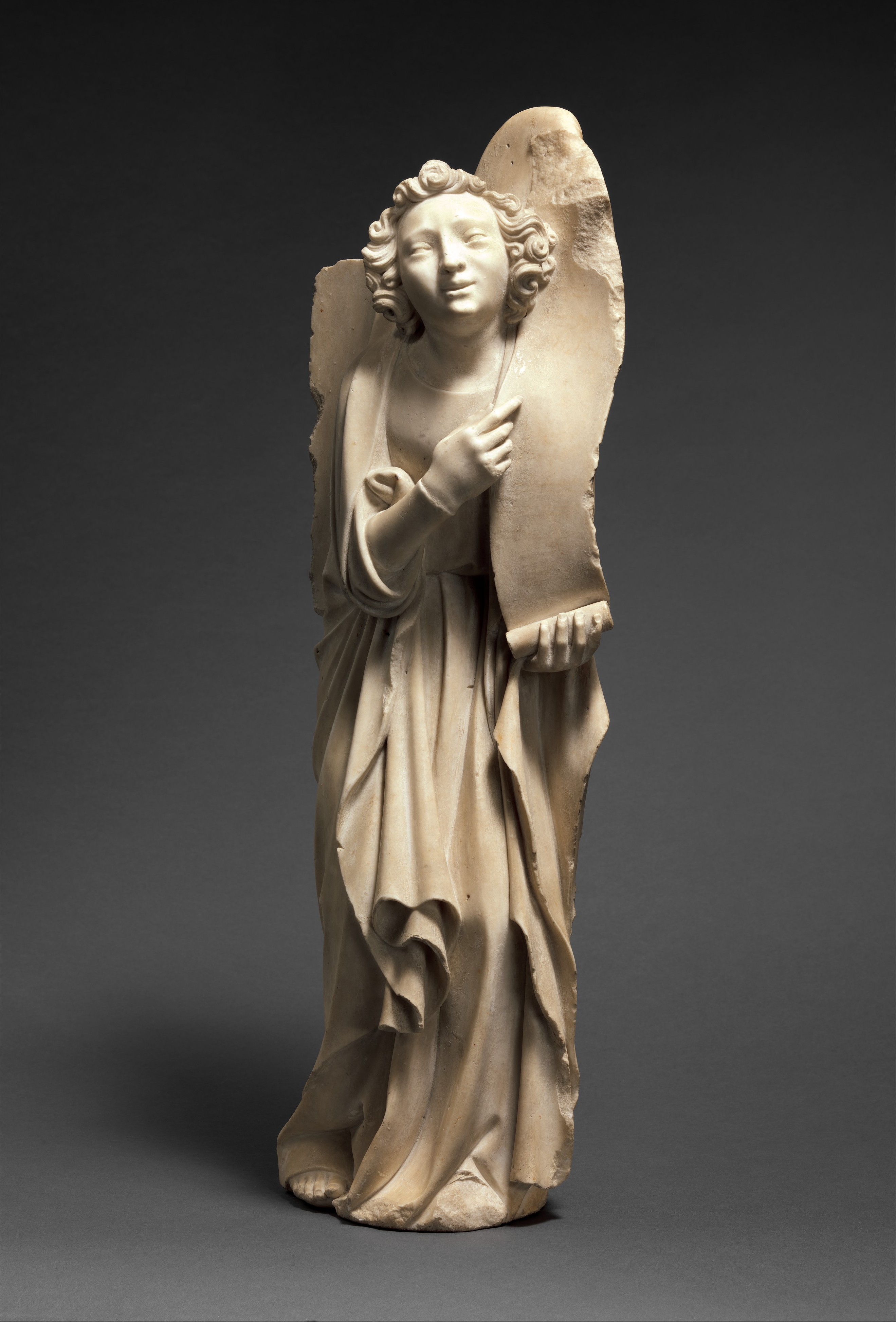
Ángel de la Anunciación, MET.

Juan de Lieja, Jean o Hennequin de Liège fue un escultor gótico francés de origen flamenco, activo como faiseur de Tombe en París desde 1361 hasta su muerte en 1381. Su obra, sobre todo escultura funeraria, se inscribe en el estilo del Gótico flamígero. Fue discípulo de Jean Pépin de Huy (activo entre 1311 y 1329, realizó las efigies del conde Roberto de Artois y de Margarita de Artois, en Saint Denis).

## Obras
Se le conoce principalmente por la tumba de la reina Philippa de Heinaut realizada para la abadía de Westminster en 1366, la Tombeau du cœur de Carlos V de Francia para la catedral de Rouen en 1368, y la Tombeau des entrailles de Carlos IV de Francia y Jeanne d'Evreux para la abadía de Maubuisson en 1372 (actualmente en el museo del Louvre de París). También en el Louvre se conservan los retratos de Carlos V de Francia y Juana de Borbón (1365). Un inventario de sus obras tras su muerte recoge otras esculturas: una Anunciación, una Gésine Notre-Dame y la tumba de la duquesa de Orléans y su hermana. El gisant de Blanca de Francia (1328-1394) se conserva en la basílica de Saint-Denis y el de su hermana María de Francia se destruyó, a excepción del busto, conservado en el Metropolitan Museum of Art de Nueva York. Sobre la base de estas obras certificadas, se le atribuyen el gisant de María de España (María de Lara, condesa Marie d'Espagne de la Cerda Alençon, 1319-1379, esposa del conde Carlos II de Alençon "el Magnánimo") conservado en Saint-Denis. Otras obras en Saint-Denis se atribuyen a su taller: los gisant de Juana de Borbón, Margarita de Flandes, una princesa desconocida (posiblemente Juana de Francia, hija mayor de Carlos V, muerta en 1360); mientras en el museo de Cluny de Paris se conserva un grupo de la Presentación de Jesús en el Templo y un San Juan Evangelista que se consideran "a la manera" de Jean de Liège.

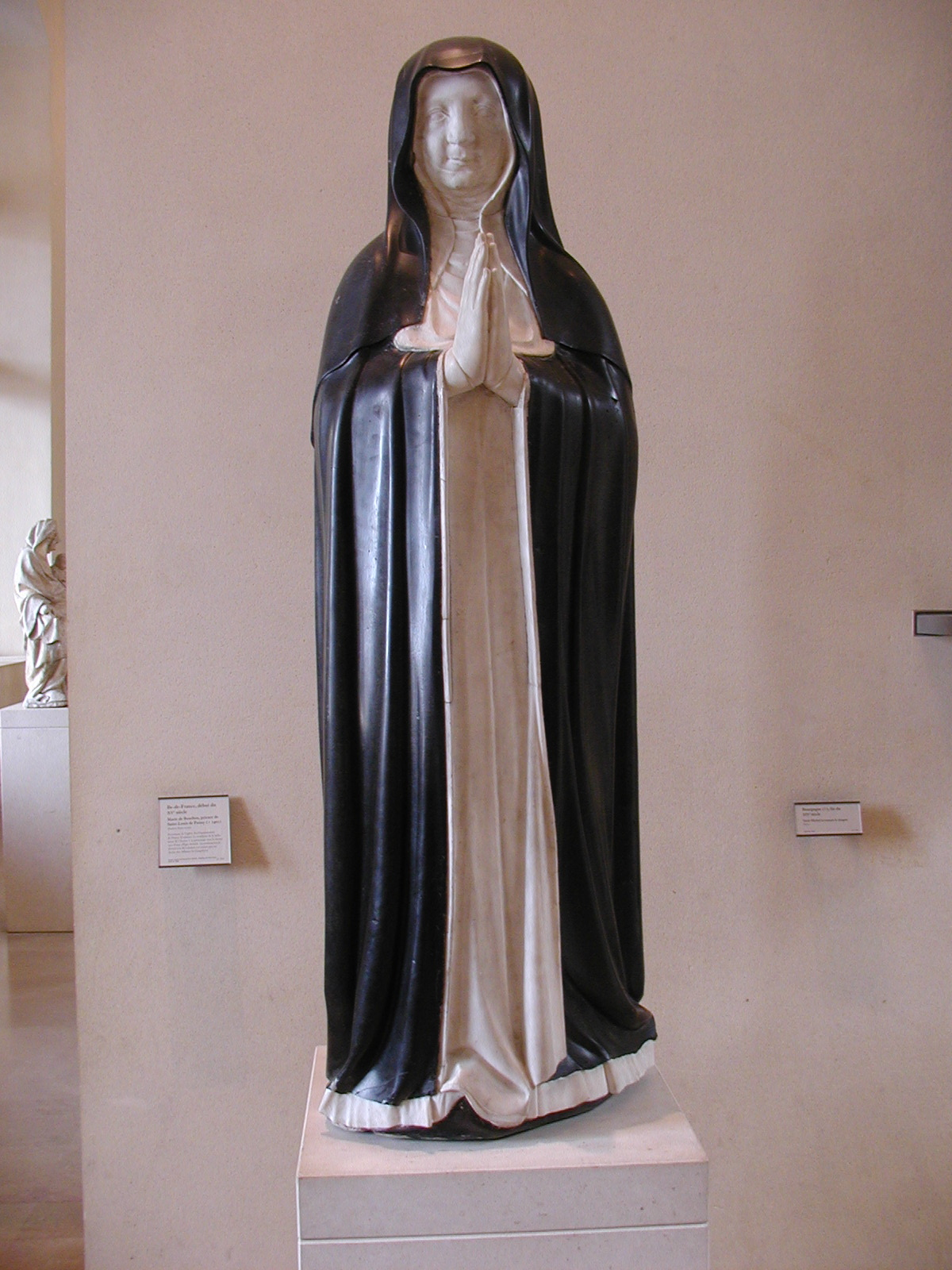
Efigie de Marie de Bourbon, priora de las dominicas de Saint-Louis de Poissy, Louvre.
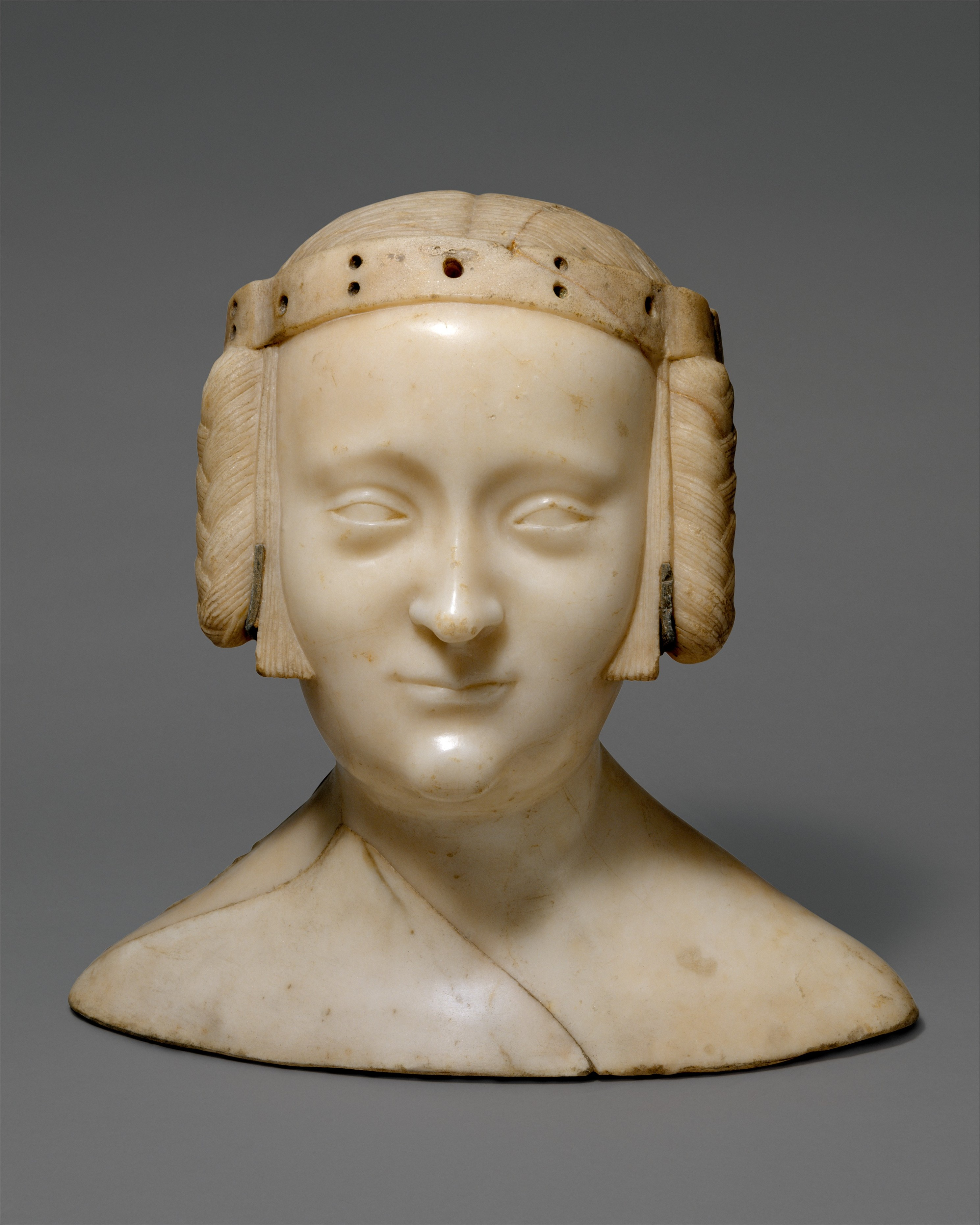
Busto de María de Francia.
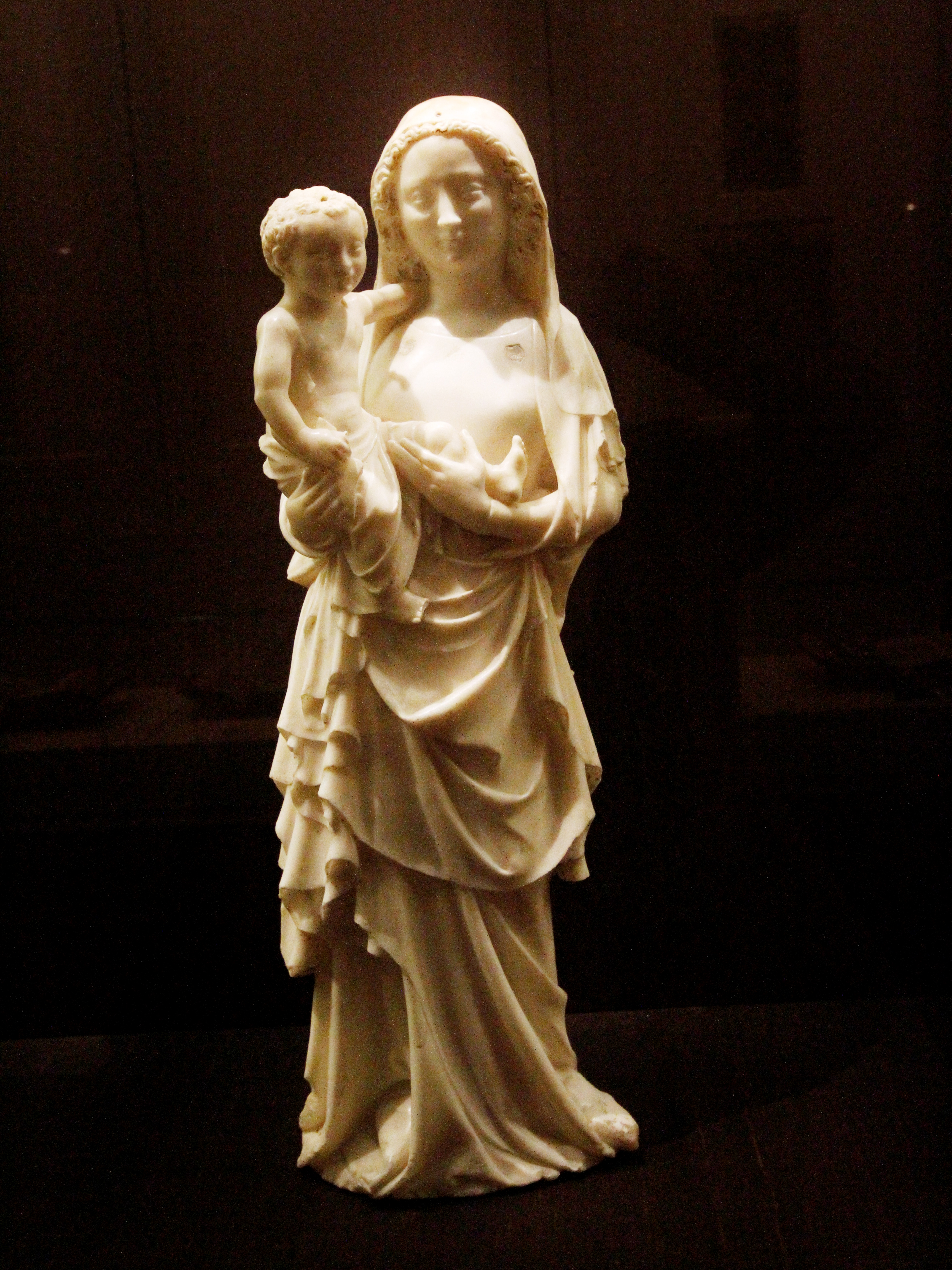
Virgen con el Niño, Museo Calouste Gulbenkian, Lisboa.

## Arquitecto homónimo
No debe confundirse con el arquitecto homónimo, que trabajó a finales del siglo XIV para el conde Amadeo VII de Saboya.